# William Ward Belamy
William C. Ward Belamy (1910-1980) fue un ingeniero de minas británico, autor de las Cabrias del pique Arenas Blancas en Coronel. Nació en Ansley, Inglaterra, en 1910, y su conexión con la minería comenzó a una edad temprana cuando empezó a trabajar en una mina de carbón cerca de su pueblo a los 14 años.

## Biografía
Su dedicación a la minería lo llevó a obtener una beca para estudiar ingeniería de minas en la Universidad de Leeds (1931-1934), marcando el inicio de una carrera que lo llevaría a Chile en mayo de 1937. Fue contratado como ingeniero ayudante en la Compañía Carbonífera y Fundición de Schwager, donde desempeñó un papel crucial en diversos proyectos durante los 43 años que laboró en la empresa.
Durante la Segunda Guerra Mundial, Ward adaptó y modificó equipos existentes, contribuyendo al esfuerzo de perforación en Arenas Blancas. Su pericia llevó a la reorganización de la mina Puchoco en 1940 y a la construcción del muelle de embarque en 1941, marcando un hito en la producción de carbón.
Ward ascendió a ingeniero jefe en 1941 y, en los años siguientes, lideró proyectos innovadores, como la perforación de piques profundos en Arenas Blancas y la planificación de una nueva mina Pique Arenas Blancas. Su visión y habilidades técnicas fueron fundamentales en el desarrollo de la mina Schwager.
En 1961, lideró el proceso de reorganización y modernización para la Carbonífera Schwager S.A., quien introdujo nuevas tecnologías en las galerías submarinas. En colaboración con el Superintendente de Minas Douglas Castillo Alfaro, desempeñaron un papel crucial en la conexión de galerías históricas, marcando un hito en la industria del carbón durante la década de los sesenta. Esta conexión, realizada desde el Pique Tesoro de Puchoco hasta las galerías de la nueva mina Piques Arenas Blancas, permitió el acceso a zonas previamente inexploradas o inaccesibles. Este logro abrió nuevas oportunidades para la extracción de carbón y contribuyó a ampliar la producción de la mina. En este caso particular, la conexión representó un hito histórico para la compañía minera Schwager.
En 1962, fue nombrado Administrador de Schwager y desempeñó roles clave, incluyendo Sub-Gerente de Producción después de la fusión con Lota y Asesor de Gerencia de Planificación en 1971. Su impacto perduró hasta su fallecimiento en 1980, mientras ejercía como Asesor Técnico del Gerente de Producción de Enacar S.A.
William C. Ward dejó una huella imborrable en la industria minera, siendo reconocido por su dedicación, esfuerzo y contribuciones al progreso de la Compañía Carbonífera y Fundición de Schwager.
La calle que lleva el nombre de William Ward en San Pedro de la Paz, Concepción, es un testimonio tangible de su legado perdurable. A través de este homenaje, Carbonífera Schwager y la industria minera chilena reconocen y agradecen la obra y la vida de un hombre cuya influencia sigue siendo evidente en las estrellas de la minería chilena.